# Komlósd
Komlósd är ett samhälle i provinsen Somogy i Ungern. Komlósd ligger i distriktet Barcs och har en area på 7,46 km². År 2020 hade Komlósd totalt 156 invånare.